# Oluwatosin Demehin
Oluwatosin Demehin, née le 13 mars 2002 à Lagos, est une footballeuse internationale nigériane. Elle évolue actuellement en défense centrale avec le Galatasaray SK.

## Biographie
Tosin Demehin grandit à Ilaje dans l'état d'Ondo. Elle commence le football à la Pepsi Football Academy, puis joue à la Victory Queens Football Academy. Elle joue alors au poste d'attaquante.
Elle rejoint ensuite les Sunshine Queens, où son entraîneur la repositionne en défense centrale. Elle passe par les Rivers Angels, avant de rejoindre la France et le Stade de Reims en compagnie de sa coéquipière Rofiat Imuran en 2022. Vingt-quatre heures après sa signature dans le club rémois, elle est titulaire face au Paris FC.
En 2022, elle est capitaine de la sélection nigériane à la coupe du monde des moins de 20 ans où elle atteint les quarts de finale. Elle participe ensuite à la coupe du monde senior en 2023, et atteint à nouveau les quarts de finale. Elle est nommée pour le titre de meilleure jeune joueuse de la CAF cette même année.
Le 16 décembre 2023, elle inscrit son premier but avec Reims en championnat face à Lille.

## Palmarès

### En équipe nationale
Nigeria
- Vainqueur de la Coupe d'Afrique des nations 2024